# Kovačići (gmina Nevesinje)
Kovačići (cyr. Ковачићи) – wieś w Bośni i Hercegowinie, w Republice Serbskiej, w gminie Nevesinje. W 2013 roku liczyła 13 mieszkańców.